# هينديرتيلتيورن
هينديرتيلتيورن (بالإنجليزية: Hiendertelltihorn)‏ هو أحد جبال سلسلة جبال الألب البرنية وجزء من القمة الأم باشليستوك يقع في كانتون برن، سويسرا. يبلغ ارتفاع الجبل حوالي 3179 متر، بينما يبلغ ارتفاع نتوء الجبل 149 متر.